# Национальный орден Заслуг (Габон)
Национальный орден Заслуг — государственная награда Габона

## История
Орден учреждён в 1971 году для поощрения граждан за личные заслуги перед нацией на военной или гражданской службе.

## Степени
Орден имеет пять степеней:
- Кавалер Большого креста — золотой знак на чрезплечной ленте и золотая звезда на левой стороне груди.
- Великий офицер — золотой знак на нагрудной ленте с розеткой и серебряная звезда на правой стороне груди.
- Командор — золотой знак на шейной ленте.
- Офицер — серебряный знак на нагрудной ленте с розеткой.
- Кавалер — серебряный знак на нагрудной ленте.

| Орденские планки |        |          |                |                         |
| Кавалер          | Офицер | Командор | Великий офицер | Кавалер Большого креста |

## Описание
Знак ордена — золотой фигурный щит, наложенный на кольцо в виде каната и увенчанный морским якорем, поверх которого две пальмовые ветви в крест. В щите изображён большой государственный герб Габона, где гербовой щит выполнен в цветных эмалях.
Реверс знака матированный, имеет надпись в четыре строки на французском языке: «ORDRE NATIONAL DU MERITE», ниже изображение развевающегося флага Габона в цветных эмалях, ещё ниже указан год учреждения ордена (1971).
Знак при помощи переходного кольца крепится к орденской ленте.
Звезда ордена восемнадцатиконечная, где лучи имеют двугранный листовидный вид, при этом шесть лучей, чередуясь с остальными, больше по размеру. На звезду наложен знак ордена.
Орденская лента двухцветная: зелёная и жёлтая, в центре тонкая белая полоска. По краям зелёная лента обременена синей полоской, а жёлтая — красной.